# José Joaquín Puig de la Bellacasa
José Joaquín Puig de la Bellacasa y Urdampilleta (Bilbao, 5 de junio de 1931-Madrid, 20 de abril de 2021) fue un diplomático, jurista y embajador español, caballero de la Orden de Calatrava.

## Biografía
Hijo de padre catalán y madre vasca. Su padre fue un prestigioso Ingeniero Industrial nacido en Barcelona, perteneciente a una antigua e ilustre familia gerundense. El origen del apellido toponímico es Can Puig de la Bellacasa, que unido a la familia se remonta al siglo XIII en Bañolas, Gerona. Su padre era primo carnal del destacado político de la Liga Regionalista, Luis Puig de la Bellacasa y Déu, que participó en "Las Bases de Estoril" de 1946 y formó parte del consejo privado de Don Juan de Borbón. Su madre era oriunda de Zalla en Las Encartaciones de Vizcaya, nació en el seno de familias encartadas y era del linaje de los Almirantes Miguel y Antonio de Oquendo.
Natural de Bilbao, vivió desde los tres años en Las Arenas (Guecho), hasta que en 1947 su familia se trasladó a Madrid donde finalizó los estudios de Bachillerato en el Colegio de Areneros de la Compañía de Jesús. Fue Alférez de Complemento de Infantería en 1951, se licenció en Derecho por la Universidad Complutense de Madrid en 1953, amplió estudios en New College de Oxford, Colegio de Europa en Brujas e ingresó en la carrera diplomática. En sus años universitarios formó parte de las juventudes monárquicas, dirigidas por Joaquín Satrústegui, que propugnaban la restauración monárquica en la persona de Don Juan de Borbón. Contrajo matrimonio en 1960 con la también bilbaína Paz de Aznar e Ybarra y tienen seis hijos, su hermana está casada con su pariente Emilio Ybarra.
Siempre ha estado al servicio de España y la Corona, nunca ha militado en ningún partido político, renunció a cargos y prebendas políticas ofrecidos por el régimen franquista y gobiernos de la democracia por lealtad a lo permanente, representado en una idea de fiel y sincero servicio a la monarquía de todos los españoles. Está considerado uno de los artífices en la sombra de la Transición Española.
De familia monárquica y convicciones demócratas, liberales y europeístas, además su pariente el diplomático Ramón Padilla Satrústegui era el Secretario particular de Don Juan de Borbón. Desde muy joven apoyó, manifestando su adhesión, la causa de reconciliación y concordia nacional encabezada por Juan de Borbón, conde de Barcelona, mediante reformas políticas hacia un Estado de derecho,  régimen democrático y apertura e integración europea e internacional en el marco de la monarquía parlamentaria como alternativa a la dictadura del general Franco. En aquella época fue miembro fundador de la Asociación Española de Cooperación Europea, que reunía a notables "juanistas" conservadores, liberales y democristianos críticos con el régimen franquista y el Opus Dei, como Íñigo Cavero, Fernando Álvarez de Miranda, José María Ruiz Gallardón, Emilio Alonso Manglano, Juan Carlos Guerra Zunzunegui, Guillermo Luca de Tena o Leopoldo Calvo-Sotelo. Estando Jesús Pabón al frente del consejo privado del conde de Barcelona, este quiso que en 1966 fuera a Estoril para suceder al fallecido Ramón Padilla como Secretario particular de Don Juan, no obstante, el Conde de Barcelona consideró que sería mejor que estuviera cerca de su hijo el Príncipe Don Juan Carlos. 
En 1959 ingresó en la Escuela Diplomática, pasando a ser secretario de Embajada de la Dirección General de Política Exterior en 1961 y subdirector del Gabinete del ministro de Asuntos Exteriores, Fernando María Castiella, entre 1962 y 1969, junto con Marcelino Oreja y Antonio Oyarzábal. Durante 1970 estuvo en la Secretaría General Técnica del Ministerio de Asuntos Exteriores, para después ser destinado como consejero de la embajada de España en Londres de 1971 a 1974, con Manuel Fraga de embajador y Fernando Morán de cónsul, desde donde se adhirió al Grupo Tácito.
A comienzos de 1974 el entonces príncipe Juan Carlos lo llamó para que fuera su secretario particular. Gracias a contar con la plena confianza de Don Juan Carlos y siguiendo su hoja de ruta, pudo realizar una importante y decisiva labor durante la transición democrática para la restauración de la monarquía constitucional y un régimen de libertades y democracia parlamentaria en España. Llevando a cabo misiones delicadas como enlace con la oposición democrática al franquismo y dando a conocer la nueva monarquía pluralista y demócrata en España y el exterior, también se ocupó de las relaciones con los medios de comunicación nacionales y extranjeros. Junto con Don Juan Carlos escribió el discurso de su proclamación como Rey Juan Carlos I, el 22 de noviembre de 1975. El que expresó las ideas básicas de su reinado: restablecer la democracia y ser el Rey de todos los españoles, sin excepción. 
Como consecuencia de discrepancias, debido a su talante demócrata y liberal, con el entonces Secretario General de la Casa del Rey, Alfonso Armada, en 1976 abandonó voluntariamente el Palacio de la Zarzuela. El Rey se despidió con un emocionado y premonitorio "volverás". Regresó al Ministerio de Asuntos Exteriores, siendo José María de Areilza ministro, como director general de Cooperación Técnica Internacional. Ese mismo año fue nombrado Director General del Servicio Exterior.
Culminó su segunda estancia en el Palacio de Santa Cruz como Subsecretario de Asuntos Exteriores entre 1978 y 1980, siendo ministro su viejo amigo Marcelino Oreja. A finales de ese año, Adolfo Suárez lo nombró Embajador de España ante la Santa Sede y la Soberana Orden de Malta, para suceder al fallecido Ángel Sanz Briz. Hasta 1983 que pasó a encabezar la misión diplomática española en el Reino Unido de la Gran Bretaña e Irlanda del Norte (1983-90), estando Fernando Morán al frente del Ministerio, también entre 1988 y 1990 fue Representante Permanente en el Consejo de la UEO, Unión Europea Occidental, con sede en Londres.
Durante su etapa como Embajador en Roma y Londres, organizó con reconocido éxito las que fueron consideradas como visitas históricas: la primera visita de un Papa a España, Juan Pablo II (1982), de diez días de duración y con el gobierno de UCD en funciones, y el primer intercambio de viajes de Estado entre los soberanos de España y el Reino Unido, Isabel II (1986, Reino Unido y 1988, España). Asimismo, organizó la primera visita de un primer ministro Británico a España, Margaret Thatcher (1988), y de los Príncipes de Gales (1987). Durante sus siete años en la capital británica su labor fue muy elogiada, especialmente por su tacto en las cuestiones sobre el contencioso de Gibraltar. La Reina Isabel le nombró Caballero gran cruz de la Real Orden Victoriana.
Al jubilarse el marqués de Mondéjar como Jefe de la Casa del Rey en enero de 1990, el rey lo designó Secretario General de su Casa con la intención de que en un breve plazo pasara a ocupar la jefatura de la misma. Sin embargo, Sabino Fernández Campo no respetó lo establecido, ni cumplió su acordada y manifestada voluntad de jubilarse e hizo todo lo posible para forzar su salida, con la complicidad de la amiga mallorquina del monarca. Fernández Campo tuvo la colaboración del general Emilio Alonso Manglano, quien era íntimo amigo del embajador desde jóvenes, y de Manuel Prado y Colón de Carvajal. Su vuelta a Zarzuela respondía a un deseo de poner en marcha diversos cambios en su funcionamiento y personal. Intentó proteger al Rey de la corrupción financiera y las malas amistades. Tras decirle el Rey que no encajaba en la Casa, rechazó su ofrecimiento de irse a la empresa privada como harían algunos de sus sucesores.  En 1991, con Francisco Fernández Ordóñez de ministro, volvió a la carrera diplomática y fue nombrado Embajador en Portugal. El ministro le ofreció la embajada en París, a pesar de que el Gobierno ya había pedido el plácet para su compañero de promoción Gabriel Ferrán, que dejaba Lisboa, en  aquel momento única embajada importante vacante.
En 1995, faltando un año para su jubilación, fue sustituido por el político socialista Raúl Morodo, el ministro Javier Solana le ofreció una embajada europea pero para tan solo un año volvió a Madrid. Tras su regreso de Lisboa se jubiló del servicio diplomático en 1996 siendo Presidente del Consejo Superior de Asuntos Exteriores. A principios de 1997, fue nombrado por el Consejo de Ministros miembro del Consejo de Estado como Consejero Electivo de Estado, presidiendo la histórica institución su viejo amigo demócrata y monárquico Íñigo Cavero. En abril de 2005 el expresidente del Gobierno José María Aznar le propuso ser su padrino, junto con Landelino Lavilla, en su toma de posesión como Consejero de Estado.
En 2013, cuando ya está retirado de la vida diplomática, falleció su hijo Jaime, de cuya muerte no llegó a sobreponerse. José Joaquín falleció a los 89 años, en Madrid. Diez días antes de su fallecimiento se supo que había contraido el coronavirus.

## Condecoraciones y distinciones
Está en posesión de varias grandes cruces y condecoraciones españolas y extranjeras, entre ellas la gran cruz de la Orden de Isabel la Católica, la gran cruz de la Orden del Mérito Naval y es comendador de número de la Orden de Carlos III. Es Caballero de la Orden de Calatrava, Caballero de la Sagrada Orden Militar Constantiniana de San Jorge y Caballero del Real Estamento Militar del Principado de Gerona. Ha formado parte de los consejos de administración de Tecniberia, Iberia, Banco Exterior de España y Junta de Energía Nuclear (siendo Director General y Subsecretario de Asuntos Exteriores), y una vez jubilado de la carrera diplomática de Meliá Hotels International, BBVA Portugal y Presidente de Intecsa-Inarsa.
Fue Vicepresidente de la Unión Internacional Paneuropea para España, Patrono de la Fundación Hispano Británica, Vocal de la Junta Rectora del INCIPE (Instituto de Cuestiones Internacionales y Política Exterior) y "Honorary Fellow" del Queen Mary and Westfield College de la Universidad de Londres.